# Pelochares diversus
Pelochares diversus är en skalbaggsart som först beskrevs av Maurice Pic 1922.  Pelochares diversus ingår i släktet Pelochares och familjen lerstrandbaggar. Inga underarter finns listade i Catalogue of Life.